# Vicky McClure
Vicky Lee McClure (Nottingham, 8 de mayo de 1983) es una actriz inglesa ganadora de un premio BAFTA. Es conocida por su papel de Lol Jenkins en la película de 2006 This is England del director Shane Meadows y las miniseries derivadas de Channel 4 ' This is England '86 (2010), This Is England '88 (2011) y This Is England '90 (2015). Antes de This is England, apareció en otra de las películas de Shane Meadows, A Room for Romeo Brass (1999). McClure ganó el Premio RTS y el Premio de Televisión BAFTA a la Mejor Actriz por su interpretación de Lol en This is England '86 en 2011. 
También es conocida por su trabajo como la detective Kate Fleming en la serie de BBC Line of Duty y como Karen White en Broadchurch de ITV. Sus otros papeles incluyen Filth and Wisdom (2008), Hummingbird (2013) y Svengali (2013), y como coprotagonista en The Replacement (2017) de la BBC. 

## Primeros años
McClure nació en Wollaton, Nottingham. Su padre era carpintero y su madre peluquera. Tiene una hermana menor. McClure fue educada en la Escuela Integral Fernwood. 
A los tres años de edad tomó clases de baile, y antes de los 11 años audicionó para el Central Junio Television Workshop. Sin éxito en su primer intento, obtuvo una plaza una semana después de que otro niño abandonó el estudio. Mientras estaba allí, junto con otras chicas, fue entrenada y asesorada por la actriz Samantha Morton. McClure realizó una audición exitosa a la edad de 15 años para unirse a la Italia Conti Academy, pero como la familia no pudo cubrir las tasas de matrícula, permaneció en el Workshop.

## Carrera
A los 15 años y mientras aún estaba en la escuela y siendo miembro del Workshop, se le pidió que hiciera una audición para una película independiente. Fue la persona más joven en hacer una audición, donde pasó a una segunda fase, y ganó un papel en la película A Room for Romeo Brass de Shane Meadows. Decidió tener un agente, pero no consiguió papeles durante los siguientes cuatro años. Después de comenzar un curso de dramatización en la universidad local, consiguió trabajo en comercios minoristas, inicialmente para H. Samuel y luego a Dorothy Perkins. A los 19 años, renunció a sus ambiciones de actuación durante 12 meses, pero luego tomó un trabajo de oficina a tiempo parcial en Nottingham para permitirse audicionar, principalmente en Londres.
Después de un período de 18 meses en el que obtuvo papeles en las telenovelas y producciones para la televisión diurna, McClure trabajó en la película y miniserie This is England por un período de más de 9 años desde 2006 hasta 2015, interpretando el papel de Lorraine "Lol" Jenkins. En una entrevista de abril de 2007 con Time Out , McClure comentó que Meadows le ofreció dicho personaje acercándose a ella mientras estaba en un pub con Andrew Shim. Ella describió la realización de la película, que fue altamente improvisada, como "risas y bromas constantes". En 2011, su actuación como Lol en This is England '86 le hizo ganar el Premio British Television Television a la Mejor Actriz y el Royal Television Society Award a la Mejor Actriz.
McClure coprotagonizó la película cómica Filth and Wisdom, el primer largometraje dirigido por la cantante pop Madonna. McClure admitió estar ligeramente sorprendida al conocer a Madonna por primera vez: 

"I tried to act as cool as possible but inside I'm like, "Oh my God; there's Madonna!" You can't help it"
"Traté de actuar lo mejor posible, pero dentro de mí me dije:" Dios mío; es Madonna!" No puedes evitarlo."

La película se estrenó en el Festival Internacional de Cine de Berlín el 13 de febrero de 2008. 
A continuación McClure realizó una audición para un papel en Emmerdale, pero decidió rechazarlo. Más tarde se unió al elenco de la serie de televisión policíaca, Line of Duty en 2012 como Kate Fleming, continuando en el papel en Series 2 (2014), Series 3 (2016) y Series 4 (2017). En 2013, apareció en la película de suspenso y acción británica Hummingbird junto a Jason Statham . 
En julio de 2016, apareció como Winnie Verloc en The Secret Agent , basada en la novela homónima de Joseph Conrad.
Protagonizó el thriller de BBC The Replacement en 2017. 
En febrero de 2017, hizo su debut en el escenario teatral en el Nottingham Playhouse en la producción del cuadragésimo aniversario de Touched de Stephen Lowe.
Vicky realizó un trabajo de voz en off para el programa de More4 A Year on the Farm en agosto de 2017. 

### Vídeo y otros trabajos.
También participó junto a Kaya Scodelario, Abbey Butler, Andy Crane y Paul Young en el vídeo musical de Plan B "She Said". En 2010, McClure apareció en una serie de cortometrajes promocionales para la marca de cosméticos inglesa Illamasqua. En 2012, apareció en el vídeo de la canción de Jake Bugg "Two Fingers" junto con el coestrella de Line of Duty Craig Parkinson. El 18 de marzo de 2014, McClure apareció en Innuendo Bingo de BBC Radio 1.

#### Tranvía de Nottingham
Nottingham Express Transit llamó a un tranvía en su honor. En su viaje inaugural se le pidió que abandonara el tranvía para evitar las tarifas - habiéndose ofrecido un viaje gratis, ella no tenía un boleto.

## Vida personal
McClure vive en Nottingham con el director Jonny Owen. El 25 de diciembre de 2017, anunciaron su compromiso.

## Filmografía
| Año       | Película                 | Papel                  | Notas                                                                                             |
| --------- | ------------------------ | ---------------------- | ------------------------------------------------------------------------------------------------- |
| 1999      | A Room for Romeo Brass   | Ladine Brass           |                                                                                                   |
| 2000      | Doctors                  | Kirsty Dunns           | Serie de televisión (1 episodio: "Love Me Tender")                                                |
| 2002      | Tough Love               | Zoe Love               | Película para la televisión                                                                       |
| 2004      | Birth Day                | Lucia                  | cortometraje                                                                                      |
| 2005      | The Stairwell            | Woman                  | cortometraje                                                                                      |
| 2006      | This Is England          | Lorraine "Lol" Jenkins |                                                                                                   |
| 2008      | Filth and Wisdom         | Juliette               |                                                                                                   |
| 2009      | Enough Rope              | Iris                   |                                                                                                   |
| 2009      | Cast Offs                | Claire                 | Serie de televisión (1 episodio: "Carrie")                                                        |
| 2010      | Five Daughters           | Stacy Nicholls         | Serie de televisión (3 episodios)                                                                 |
| 2010      | Just Before Dawn         | Fay                    | cortometraje                                                                                      |
| 2010      | This Is England '86      | Lorraine "Lol" Jenkins | - BAFTA TV Award for Best Actress - RTS Award for Best Actress - TV Choice Award for Best Actress |
| 2011      | Walk Like a Panther      | Natalie                | Serie de televisión                                                                               |
| 2011      | Stolen                   | DC Manda Healey        | Película para la televisión                                                                       |
| 2011      | Coming Up                | Kelly                  | Serie de televisión (1 episodio: "Rough Skin")                                                    |
| 2011      | The Body Farm            | Tess Williams          | Serie de televisión (1 episodio: "Sexual Intentions")                                             |
| 2011      | This Is England '88      | Lorraine "Lol" Jenkins | Serie de televisión (3 episodios)                                                                 |
| 2012      | True Love                | Serena                 | Serie de televisión (1 episodio: "Nick")                                                          |
| 2012–2021 | Line of Duty             | DC Kate Fleming        | Serie de televisión                                                                               |
| 2013      | Broadchurch              | Karen White            | Serie de televisión                                                                               |
| 2013      | Svengali                 | Shell                  |                                                                                                   |
| 2013      | Hummingbird / Redemption | Dawn                   |                                                                                                   |
| 2015      | Convenience              | Levi                   |                                                                                                   |
| 2015      | This Is England '90      | Lorraine "Lol" Jenkins | Serie de televisión (4 episodios)                                                                 |
| 2016      | The Secret Agent         | Winnie                 | Serie de televisión (3 episodios)                                                                 |
| 2017      | The Replacement          | Paula                  | Serie de televisión (3 episodios)                                                                 |
| 2018      | Action Team              | Ruth Brooks            | Serie de televisión                                                                               |
| 2018      | My Dementia Choir        | Herself                | Documental                                                                                        |
| 2018      | Mother's Day             | Sue McHugh             | BBC TV Movie                                                                                      |

## Premios y nominaciones
| Año  | Premio                      | Película o serie    | Personaje    | Categoría               | Resultado | Ref.   |
| ---- | --------------------------- | ------------------- | ------------ | ----------------------- | --------- | ------ |
| 2011 | TV Quick Award              | This Is England '86 | Lol          | Mejor actriz            | Nominada  | [ 17 ] |
| 2011 | RTS Television Awards       | This Is England '86 | Lol          | Mejor actriz            | Ganadora  | [ 18 ] |
| 2011 | Premios de televisión BAFTA | This Is England '86 | Lol          | Mejor actriz            | Ganadora  |        |
| 2012 | RTS Television Awards       | This Is England '86 |              | Mejor actriz            | Nominada  | [ 19 ] |
| 2012 | Premios de televisión BAFTA | This Is England '88 | Lol          | Mejor actriz            | Nominada  |        |
| 2012 | Glamour Awards              |                     |              | Pandora Breakthrough    | Nominada  |        |
| 2015 | Premios de televisión BAFTA | Line of Duty        | Kate Fleming | Mejor actriz de reparto | Nominada  |        |